# Francesca Simon
Francesca Isabelle Simon (geboren 23. Februar 1955 in St. Louis) ist eine US-amerikanisch-britische Autorin von Kinderbüchern und der Kinderbuchserie Henry der Schreckliche (Horrid Henry).

## Leben
Francesca Simon wuchs in Kalifornien als ältestes von vier Kindern in beengten Verhältnissen auf. Ihr Vater arbeitete als freier Autor für das Fernsehen und zog 1961 mit der Familie nach London, wo er das Script für den Film I Could Go On Singing schrieb. Francesca lernte dort die Bücher von Enid Blyton kennen. Als sie acht Jahre war, zog die Familie für zwei Jahre nach Paris, wo sie in eine französische Schule ging. Sie schrieb später für Kinder dieser Altersgruppe.
Simon studierte Mediävistik in Yale und Angelsächsische Sprache in Oxford.
Sie arbeitete als Journalistin und schrieb für die britischen Zeitungen Sunday Times, The Guardian, Mail on Sunday, The Daily Telegraph und das amerikanische Magazin Vogue.
Mit der Geburt ihres einzigen Sohnes Joshua 1989 begann sie Kinderbücher zu schreiben. Sie verfasste insgesamt über fünfzig Buchtitel. Ihre Geschichtenserie über den schrecklichen Henry wurde ein großer Erfolg und hat eine Gesamtauflage von 18 Millionen Exemplaren (2013), vierzehn Teile wurden seit 2006 für das Fernsehen verfilmt. Im Jahr 2011 wurde ohne ihr Zutun von Nick Moore ein ziemlich erfolgloser Kinofilm unter dem Titel Horrid Henry: The Movie herausgebracht. In der Rezeption wurde die Figur des schrecklichen Henry als aggressiver, egoistischer, dumpfer Junge kritisiert, aber die Fünf- bis Achtjährigen könnten gar nicht genug von ihm lesen, so dass ihre Eltern sich Sorgen machten, dass Henry die Kinder der britischen Nation verderben könnte. Simon vergleicht die Situation der kindlichen Leser ihrer Bücher mit Erwachsenen, die im Kino oder Theater ihre Erfahrungsgrenzen überschreiten, wenn sie zum Beispiel sehen, wie eine Figur wie Ödipus sich verhält. Simon propagiert das Vorlesen und sieht in dieser Konstellation die Möglichkeit einer heimlichen Komplizenschaft moralischen Denkens zwischen Eltern und Kind, wenn sie sich mit der Amoralität Henrys auseinandersetzen.
Im Jahr 2008 gewann Simon den Preis „Children’s Book of the Year“ des British Book Award für Horrid Henry and the Abominable Snowman. Ihre Horrid Henry-Bücher sind in mehr als 20 Sprachen übersetzt und in 24 Ländern erschienen. Als Zeichner für ihre Bücher konnte sie Tony Ross gewinnen. Der schreckliche Henry wurde als Zeichentrickserie in 52 Folgen à elf Minuten zerlegt und ist (Stand 2013) in Deutschland Bestandteil des Pay-TV Kinderfernsehprogramms Junior.
Im Jahr 2013 erschien ein zweiter Band ihres Jugendbuchs mit Göttern der Nordischen Mythologie.
Simon ist verheiratet und lebt in London. Die US-amerikanische Biologin und wissenschaftliche Beraterin der Fernsehserie Akte X, Anne Simon, ist ihre jüngere Schwester.

## Werke (Auswahl)
- The Lost Gods. Allen & Unwin, 2013
- Der wilde Max zeigt, was er kann. Aus dem Engl. von Anne Braun. Ill. von Tony Ross. Egmont Schneider, München 2004
- Der wilde Max ist nicht zu schlagen! Aus dem Engl. von Anne Braun. Ill. von Tony Ross. Egmont Schneider, München 2003
- Der wilde Max trickst alle aus. Aus dem Engl. von Anne Braun. Ill. von Tony Ross. Egmont Schneider, München 2003
- Der wilde Max und seine besten Streiche. Aus dem Engl. von Anne Braun. Ill. von Tony Ross. Egmont Schneider, München 2003
- Henry der Schreckliche. Aus dem Engl. von Anne Braun. Mit Bildern von Tony Ross. Ravensburger, Ravensburg 2008, ISBN 978-3-473-34715-5.